# 4830 Thomascooley
4830 Thomascooley è un asteroide della fascia principale. Scoperto nel 1988, presenta un'orbita caratterizzata da un semiasse maggiore pari a 2,3943613 UA e da un'eccentricità di 0,0672013, inclinata di 6,41341° rispetto all'eclittica.